# بریژیت بوکون-پاژس
بریژیت بوکون-پاگس (به انگلیسی: Brigitte Boccone-Pagès) (زاده ۸ مه ۱۹۵۹) سیاستمدار مونگاسکی است. او در ۲۲ فوریه ۲۰۱۸ به عنوان معاون رئیس شورای ملی انتخاب شد. در اکتبر ۲۰۲۲، بوکون-پاگس به دنبال استعفای غیرمنتظره استفان والری، به عنوان رئیس شورای ملی انتخاب شد و این جایگزینی او را به اولین زنی در موناکو تبدیل کرد که این سمت را به دست آورد. او بالتازار سیدوکس را به عنوان معاون خود انتخاب کرد. در انتخابات سراسری موناکو که در ۵ فوریه ۲۰۲۳ برگزارشد، او در صدر نظرسنجی‌ها قرار گرفت، بوکون-پاگس با انتخاب اتحادیه ملی مونگاسک توانست تمام ۲۴کرسی پارلمان را در انتخابات سراسری موناکو (۲۰۲۳) به دست آورد.

## افتخارات
- فرمانده نظم انجمنی مونگاسک در سال ۲۰۰۸.
- فرماندهی نخل دانشگاهی در ۹ ژانویه ۲۰۱۸.
- فرمانده با نشان ستاره ایتالیا در ۲۱ ژوئن ۲۰۲۱.
- افسر با نشان سنت چارلز در نوامبر ۲۰۲۱[۴]
- شوالیه لژیون افتخار در دسامبر ۲۰۲۱[۵]